# Marquesado de Daroca
El marquesado de Daroca es un título nobiliario español, creado el 1 de diciembre de 2011 por el rey Juan Carlos I de España y otorgado a Ángel Antonio Mingote Barrachina, por su «destacada, aguda y creativa trayectoria profesional [...] como dibujante, escritor y académico».

## Denominación
La denominación de la dignidad nobiliaria se refiere al término municipal de Daroca, ciudad y municipio de la provincia de Zaragoza, en la comunidad autónoma de Aragón. Es la capital de la comarca del Campo de Daroca y cabeza del partido judicial del Campo de Daroca, lugar de origen de la línea agnaticia y de ascendencia patrilineal (familia paterna) de su primer titular, Ángel Antonio Mingote Barrachina.

## Carta de otorgamiento
Texto expositivo y dispositivo del real decreto de creación del título:

«La destacada, aguda y creativa trayectoria profesional de don Ángel Antonio Mingote Barrachina, como dibujante, escritor y académico, merece ser reconocida de manera especial, por lo que, queriendo demostrarle Mi Real aprecio,

Vengo en otorgarle el título de Marqués de Daroca, para sí y sus sucesores, de acuerdo con la legislación nobiliaria española.

Dado en Madrid, el 1 de diciembre de 2011».

## Armas
De merced nueva. Encargadas por el II marqués de Daroca al cronista de armas de Castilla y León, Alfonso de Ceballos-Escalera. 

## Marqueses de Daroca
| I  | Ángel Antonio Mingote Barrachina | 2011-2012           |
| II | Pablo Mingote Fernández          | 2015-actual titular |

## Historia de los marqueses de Daroca
- Ángel Antonio Mingote Barrachina, I marqués de Daroca (2011-2012), dibujante, escritor y académico.

Casó en primeras nupcias con María del Amparo Ferrer Ordaz y en segundas nupcias con María Isabel Vigiola Blanco. Le sucedió su nieto, nacido del primer matrimonio de su hijo, Carlos Mingote Ferrer y de su esposa María de los Remedios Fernández San Miguel:
- Pablo Mingote Fernández, II marqués de Daroca (2015-actual titular).[2]